# Карл Льове
Йохан Карл Готфрид Льове (на немски: Johann Carl Gottfried Loewe) е германски диригент, композитор и певец, тенор.
Автор е на множество песни, 17 оратории, 6 опери, две симфонии и два концерта за пиано. Песните му се ползват с широка популярност сред съвременниците му. Наричан е „северогерманският Шуберт“. Днес не е толкова известен, но баладите и песните му (над 400) се изпълняват понякога.
През 2012 г. по време на ремонтни работи, осъществени през тази година, е намерена урна, която съдържа сърцето на Карл Льове, в южния стълб на катедралата в Шчечин. Специална комисия, назначена от Митрополита на католическата църква, на базата на исторически записи и надписите върху стълба, заключава, че урната наистина съдържа сърцето на Карл Льове.